# 282.ª Divisão de Infantaria (Alemanha)
A 282ª Divisão de Infantaria (em alemão:282. Infanterie-Division) foi uma unidade militar que serviu no Exército alemão durante a Segunda Guerra Mundial.

## Comandantes
| Comandante                     | Data                                        |
| ------------------------------ | ------------------------------------------- |
| Generalleutnant Wilhelm Kohler | 1 de abril de 1943 - 15 de agosto de 1943   |
| Generalmajor Hermann Frenking  | 15 de agosto de 1943 - 20 de agosto de 1944 |

## Oficiais de operações
| Oberstleutnant Wolf-Dietrich Freiherr Löffelholz von Colberg | 20 de agosto de 1943 - 24 de agosto de 1944 |

## Área de operações
| França                     | de março de 1943 - abril de 1943 |
| Frente Oriental, setor sul | abril de 1943 - agosto de 1944   |